# Von Spar
Von Spar ist eine 2003 gegründete deutsche Band aus Köln. 
Der Name Von Spar ist abgeleitet von der nach Otto Christoph von Sparr benannten Von-Sparr-Straße im Kölner Stadtteil Mülheim, in deren Nähe sich der Proberaum befand, in dem die Band zusammenfand.

## Geschichte
Ihr erstes Album, das 2004 beim Hamburger Label L’age d’or unter dem Titel Die uneingeschränkte Freiheit der privaten Initiative erschien, bestand aus tanzbarem Electropunk mit Indie-Rock-Elementen und war dem Post-Punk zuzuordnen. 
2007 verließ der Sänger Thomas Mahmoud die Band nach internen Querelen kurz vor Tourbeginn. Seitdem hat die Band keinen festen Sänger.
Das nach der Band benannte zweite Album erschien beim Kölner Label Tomlab und knüpft mit zwei organisch wachsenden 20-Minuten-Songs an den Krautrock der 1970er Jahre an.
Das dritte und vierte Studioalbum, Foreigner und Streetlife, wurden beim Berliner Label Italic Recordings verlegt. 
Das fünfte Studioalbum Under Pressure erschien 2019 bei Bureau B.; auf ihm sind als Gäste der Singer/Songwriter Chris Cummings (der schon an Streetlife mitwirkte), Lætitia Sadier (ehemals Stereolab), Vivien Goldman, Eiko Ishibashi und R. Stevie Moore zu hören.
2022 wurde der Band der Hauptpreis des Holger-Czukay-Preis für Popmusik der Stadt Köln verliehen.

## Diskografie

### Alben
- 2004: Die uneingeschränkte Freiheit der privaten Initiative
- 2007: Von Spar
- 2010: Foreigner
- 2013: mit Stephen Malkmus als Stephen Malkmus and Friends: Can’s Ege Bamyasi (Album auf dem Label Matador in grünem Vinyl (OLE 1030-1) und auf dem Label Domino Records in rotem Vinyl (Domino – WIG-LP311), Live-Cover des gleichnamigen Albums der Band Can auf dem Kölner Weekend-Festival vom November/Dezember 2012)
- 2014: Streetlife
- 2019: Under Pressure
- 2024: Capital B - Wem gehört Berlin? OST

### EPs
- 2003: Vielen Dank für Ihr Verständnis
- 2004: Vielen Dank für Ihr Verständnis Vol. 2
- 2009: HyBolt
- 2010: trOOps
- 2011: Soarex
- 2012: Jon Voight
- 2017: Garzweiler